# Ulica Władysława Bełzy w Bydgoszczy
Ulica Władysława Bełzy – ulica w Bydgoszczy, położona na Górnym Tarasie, będąca granicą dwóch osiedli: Kapuścisk i Wyżyn.

## Przebieg
Rozpoczyna się na Rondzie Toruńskim, od którego, aż do ul. Spokojnej jest jednokierunkowa. Cały czas prowadzi ona u podnóża skarpy, na której usytuowane jest osiedle Wyżyny. Dawniej ulica prowadziła aż do Zachemu, jednak po przebudowie tego odcinka został on przedłużeniem arterii średnicowej osiedla Wyżyny i nazwany imieniem Ludowego Wojska Polskiego (dziś Wojska Polskiego).

## Nazwa
Bratanek Władysława Bełzy, dr Witold Bełza wieloletni dyrektor Biblioteki Miejskiej w Bydgoszczy, wpadł na pomysł uczczenia zasług stryja, dlatego jego staraniem w roku 1935 ulica Bełzka na Bartodziejach Małych została przemianowana na ulicę Wł. Bełzy.
Nazwy na przestrzeni lat:
- do 1920 – Kirchenstraße
- 1920–1935 Bełzka
- 1935–1939 Władysława Bełzy
- 1939–1945 Maxstraße
- od 1945 Władysława Bełzy